# Mr. Bean (televíziós sorozat, 2002)
A Mr. Bean (eredeti cím: Mr. Bean: The Animated Series) 2002-től vetített brit 2D-s számítógépes animáció szitkom, amely a Mr. Bean című 1990 és 1995 között vetített angol televíziós filmsorozat alapján készült. A főszerepben Rowan Atkinson Mr. Bean néven ismert karaktere áll. Az Egyesült Királyságban a bemutatóján közel 4 milliós nézettséget ért el. Az 52 epizódból álló első évad Európa egyik legnagyobb animációs produkciója volt, amely két évig készült Magyarországon, a Varga Stúdióban. A produkció költsége több, mint hatmillió dollár volt.
2025-ben visszatért a sorozat egy 4. évadra.

## Szereplők
A szereplők, Mr. Bean, Irma Gobb, Teddy és a Reliant Supervan III sofőrje az eredeti sorozatból vannak. Az epizódokban hallható néhányszor egy-két párbeszéd, de ezek nem érthetőek tisztán. Mr. Bean hangját Rowan Atkinson adta és a karakter mozgását is róla mintázták. A többi karakter hangja Jon Glover, Rupert Degas, Gary Martin, Thea White és Lorelei King.

### Főszereplők
- Mr. Bean (hangja Rowan Atkinson) – A sorozat főszereplője, rengeteg katasztrófát idéz elő.
- Teddy – Mr. Bean játékmedvéje, amit ő élőként kezel.
- Irma Gobb (hangja Matilda Ziegler) – Mr. Bean gyenge kapcsolatú barátnője, néhány részben Bean női hasonmása.
- Lottie – Irma játékmedvéje, a masniját és szempilláit leszámítva Teddyével megegyező külsővel.
- Mrs. Julia Wicket – (hangja Sally Grace) Mr. Bean akadékoskodó főbérlője.
- Scrapper / Karmolász – Mrs. Wicket félszemű macskája, rendszeresen bajba keveri Mr. Beant.

### Visszatérő szereplők
- a Reliant Supervan III sofőrje – Kiléte ismeretlen, egy epizódban gyerekként jelenik meg, hasonló háromkerekű játékautót vezetve, mint amit felnőttként vezet. Folyton balesetet szenved, a legtöbbször Bean miatt.
- Bruiser család – Bean szomszédságában élő, öttagú család. Minden tagja túlsúlyos és ostoba. Nevük a Halloween című részben derül ki.
- Tutati – A Bruiser család kutyája, aki folyton megpróbálja megsebesíteni Mr. Beant.
- II. Erzsébet Királynő – Mr. Bean rajongásának egyik tárgya.
- Rendőrfőnök – Az alacsony, zömök rendőrtiszt, általában ő maga megy a bevetésekre.
- McDane – A rendőrfőnök segítője, magas, vézna fiatal férfi.
- Könyvtáros – A városi könyvtár alkalmazottja, meg akarja szerezni Irmát.
- Rickey Rich - Mr. Bean őt használja mint ál személyiség. (Erzsébet királynővel az egyik részben így sikerül felvennie a kapcsolatot.)

## Magyar változat
A sorozat első 3 évadát angol szinkronnal vetítette az RTL Klub és a Minimax is, a 4. és az 5. évadot viszont már a Boomerang és a Cartoonito adta, méghozzá szinkronosan. 2021-ben a 2002 és 2004 között bemutatott 1-3. évadokhoz új magyar szinkront kapott, amelyet az HBO GO-n (jelenleg HBO Max) mutattak be, kesőbb pedig a Boomerang, majd a Cartoonito is ezeket a részeket adta.
A szinkront a Turner Broadcasting System megbízásából az SDI Media Hungary készítette.
- Magyar szöveg: Szalay Csongor, Tóth Gábor, Szemere Laura
- Hangmérnök: Kállai Roland, Böhm Gergely
- Vágó: Kránitz Bence, Pilipár Éva, Taska Árpád, Házi Sándor
- Gyártásvezető: Újréti Zsuzsa
- Szinkronrendező: Csere Ágnes
- Produkciós vezető: Varga Fruzsina, Marjay Szabina
- Felolvasó: Schmidt Andrea (1-3. évad), Zahorán Adrienne (4-5. évad)

#### Magyar hangok
- Andresz Kati – Mrs. Wicket (2. hang)
- Bálizs Anett – állatkerti jegypénztáros
- Berkes Bence – szemtelen gyerek az iskolában
- Bessenyei Emma – öregasszony
- Bolla Róbert – rendőrfőnök
- Csere Ágnes – Mrs. Bruiser
- Csuha Lajos – idős zenész
- Dányi Krisztián – rajongó
- Elek Ferenc – dolgozó a turistahajón, Mr. Maggs, cserkészbusz vezetője, iskolaigazgató, kínai férfi, sovány rabló, II. madárleső, fagylaltárus, II. férfi résztvevő a kertészversenyen
- Endrédi Máté – rendezvényterem hangosbemondója, golfmeccs kommentátor a tévében
- Erdős Borcsa – hipno-show jegypénztáros
- Farkasinszky Edit – Irma Gobb
- Fehér Péter – étterem-tulajdonos (2. hang)
- Fekete Zoltán – céllövölde-tulaj, kukás, tombolaárus, színházi őr, taxisofőr, prospektusadó a hipno-shown, barna bőrű autósofőr, állatorvos, birkózó-bíró, I. madárleső, tolvaj, óriáskerék-tulaj
- Forgács Gábor – dolgozó a bevásárlóközpontban, étterem-tulajdonos (1. hang), orvos, filmes operatőr, mankós öregúr, Don Ropogóni, repülőtéri ügyintéző
- Galambos Péter – izmos szőke férfi
- Halász Aranka – Lord Bean anyja
- Kapácsy Miklós – Lord Bean, pap
- Kassai Ilona – Mrs. Wicket barátnője
- Kálloy Molnár Péter - Mr. Bean (2. hang, 1-3. évad, 5. évadtól), meghívóbeszedő Bean születésnapi partiján
- Kiss Erika – Claudia, jegyszedő, eligazító a kertészversenyen
- Kisfalusi Lehel – könyvtáros
- Kokas Piroska – kislány , kínai hölgy, taxizó nő
- Lamboni Anna – Susan, ballonvásárló kislány
- Laurinyecz Réka – szomszédbeli lány
- Maday Gábor – testes rabló
- Markovics Tamás – I. férfi résztvevő a kertészversenyen, pizzafutár
- Mészáros Máté – gazdag turista
- Némedi Mari – Mrs. Wicket (1. hang)
- Németh Gábor –  liftbe szoruló férfi, II. Erzsébet királynő sofőrje
- Pál Dániel Máté – kisfiú
- Papucsek Vilmos – Mr. Bruiser
- Pásztor Erzsi – II. Erzsébet királynő
- Pavletits Béla – apuka
- Potocsny Andor – Bill Durr
- Réti Szilvia - Mrs. Wicket (3. hang, 5. évad, 1-3. évad)
- Roatis Andrea – Susan édesanyja, liftbe szoruló anyuka, recepciós az állatorvosi rendelőben
- Seszták Szabolcs – barkácsáruházi őr
- Straub Martin – kisfiú a vidámparkban
- Szalay Csongor – egyik nevetgélő gyerek
- Szokol Péter – szomszédbeli fiú, George, Douglas
- Szűcs Péter Pál – bankigazgató
- Vágó Bernadett – Bean-rajongó anyuka
- Vámos Mónika – riporter
- Vass Gábor – Mr. Bean (1. hang, 4. évad + 5. évad pár részéig)
- Vida Péter – McDane

További magyar hangok: Andrádi Zsanett, Kántor Zoltán, Németh Attila István, Szabó Andor, Szabó Endre

## Epizódok
| Évad | Évad | Epizódok | Eredeti sugárzás  | Eredeti sugárzás  | Magyar sugárzás  | Magyar sugárzás   |
| Évad | Évad | Epizódok | Évadpremier       | Évadfinálé        | Évadpremier      | Évadfinálé        |
| ---- | ---- | -------- | ----------------- | ----------------- | ---------------- | ----------------- |
|      | 1    | 52       | 2002. január 5.   | 2004. június 4.   | 2002. április 6. | ?                 |
|      | 2    | 52       | 2015. február 16. | 2016. március 10. | 2015. június 1.  | 2016. július 18.  |
|      | 3    | 26       | 2019. április 9.  | 2019. október 8.  | 2020. március 2. | 2020. december 2. |
|      | 4    | 52       | 2025.             | ?                 | 2025. május 5.   | ?                 |

## A sorozat készítése
A rajzfilmsorozat gyártása a Tiger Aspect Productions megbízásából került Magyarországra, mivel a sorozat gyártására kiírt nemzetközi versenytárgyalást a Varga Stúdió nyerte meg. Több, mint 420 művész dolgozott a rajzfilmsorozaton Alexei Alexeev sorozatrendező és további hat epizódrendező irányításával. A sorozaton dolgozott még Claudia Lloyd, a Tiger Aspect sorozatproducere, valamint a Richard Purdum Productions karaktertervező csapata is, akik így vélekedtek a rajzfilmről:
A tévésorozat és a Bean – Az igazi katasztrófafilm világsikert ért el Mr. Bean tagadhatatlan vonzereje miatt. Ezt rajzfilmre átvinni egy természetes lépésnek, az evolúció következő fokának tűnt egy ilyen erős karakter esetében. Az animáció egy sor új ötlet megvalósítására adott lehetőséget, miközben a karakter teljesen megegyezik az élő sorozat figurájával.
Rowan Atkinson, vagyis Mr. Bean szinte ugyanolyan intenzíven vett részt a rajzfilm készítésében, mint a főszereplésével készült élő Mr. Bean filmekben. A két év során eljátszotta a rajzolt Mr. Bean figura minden egyes gesztusát, arckifejezését a kamerák előtt a Varga Stúdió animátorai, művészei számára. Így a különleges és utánozhatatlan karaktere ugyanolyan, mint élő szerepeiben.
A rajzfilm eredeti címe egyszerűen csak Mr. Bean lett volna, de a sorozatot megvásárló televíziós csatornák ezt helytelennek tartották és azt javasolták, hogy inkább legyen alcímmel, hogy elkülönüljön az eredeti Mr. Bean sorozattól. Dél-Ázsiában a Disney Channel Mr. Bean: The Animated Series címen jelentette meg, az eredeti sorozatot pedig Mr. Bean: Live Action Series-ként. A német Super RTL és a TOGGO a Mr. Bean – Die Cartoon-Serie címet adta a rajzfilmsorozatnak. 2002. április 6-án Magyarországon az RTL Klub, majd később novemberben a Minimax rajzfilmcsatorna adta le a sorozatot Mr. Bean címen.